# Roeselia pecta
Roeselia pecta är en fjärilsart som beskrevs av Dyar 1914. Roeselia pecta ingår i släktet Roeselia och familjen trågspinnare. Inga underarter finns listade.